# Euchaetes fumidus
Euchaetes fumidus là một loài bướm đêm thuộc phân họ Arctiinae, họ Erebidae.